# Festival Internacional de las Artes de Singapur
El Festival Internacional de las Artes de Singapur (en inglés - Singapore International Festival of Arts SIFA) es un festival artístico celebrado anualmente en Singapur. Es organizado por el Consejo Nacional de las Artes de ese país y celebrado durante aproximadamente un mes, presentando eventos de teatro, danza, música y artes visuales. Además de los participantes locales, muchos de los eventos presentados son de artistas internacionales.
El evento se llamó inicialmente Festival de las Artes de Singapur, y tuvo su primera edición en 1977, realizándose de forma bienal hasta 1999. En el año 2012 tomó el nombre oficial con el que se conoce actualmente. El director del evento es Gaurav Kripalani.